# Arma branca
Facas de combate.
Arma branca ("white weapon" ou "cold weapon" em inglês), designa um objeto que pode ser utilizado agressivamente, para defesa ou ataque, mas cuja utilização normal é outra, geralmente para trabalho. Machados, facas e martelos são armas brancas; já outras armas como pistolas e rifles, por exemplo, não se incluem nessa categoria, pois são armas de fogo e a sua finalidade primária é ferir um oponente.
Noutra definição, arma branca é todo objeto criado para ferir alguém, independentemente de levar a morte ou não, como espada; soco inglês; chuço; punhal; nunchaku; etc. Nesta definição, objetos como faca, facão, foice, tesoura, etc., não são armas brancas em virtude de seu fim não ser ferir a alguém, mas funções diversas, como cortar carnes, legumes, madeira, panos, etc. Agora, se estes objetos forem utilizados para ferir a alguém, serão chamados de "instrumentos do/de crime".

## Espécies
As armas brancas se classificam em sete espécies: 

Os sete tipos de armas brancas.

1. Cortantes: são os instrumentos que se caracterizam por uma borda delgada, denominada gume ou corte, afiada o bastante para seccionar tecidos por meio de uma pressão deslizante, que provocará maior talho à medida que a lâmina se desloca. Os exemplos clássicos são o aparelho de barbear (vulgo gilete) e a navalha de barbear.
2. Perfurantes: são os instrumentos terminados em ponta aguda, de secção circular ou poligonal, servindo para perfurar, não produzindo corte. A chave de fenda, um formão e a agulha são os melhores exemplos.
3. Contundentes: atuam pela pressão de choque, tirando partido do momento linear causado pela sua massa ao serem brandidas. O taco de beisebol, o martelo, a soqueira e o rolo de massa e panela são exemplos.
4. Perfurocortantes: são os objetos constituídos por uma lâmina que apresenta uma ponta e um ou mais gumes. São utilizadas para perfurar e cortar, como a faca, a adaga e a garrafa (quebrada).
5. Cortocontundentes: são as peças que atuam cortando, mas que por conta também de sua massa, acabam igualmente exercendo um efeito contundente ou esmagador sobre os tecidos atingidos. A guilhotina, o machado, o cutelo e a foice são bons exemplos para ilustrar a definição.
6. Perfurocontundentes: provocam perfuração, e dada a sua massa, podem fraturar o alvo. Exemplos disso são a picareta, a forquilha, a lança e o arpão.
7. Perfurocortocontundentes: podem cortar, perfurar e fraturar o alvo. Exemplos desse tipo de arma branca são o facão de selva, a katana, a montante, a cimitarra e a kusarigama.

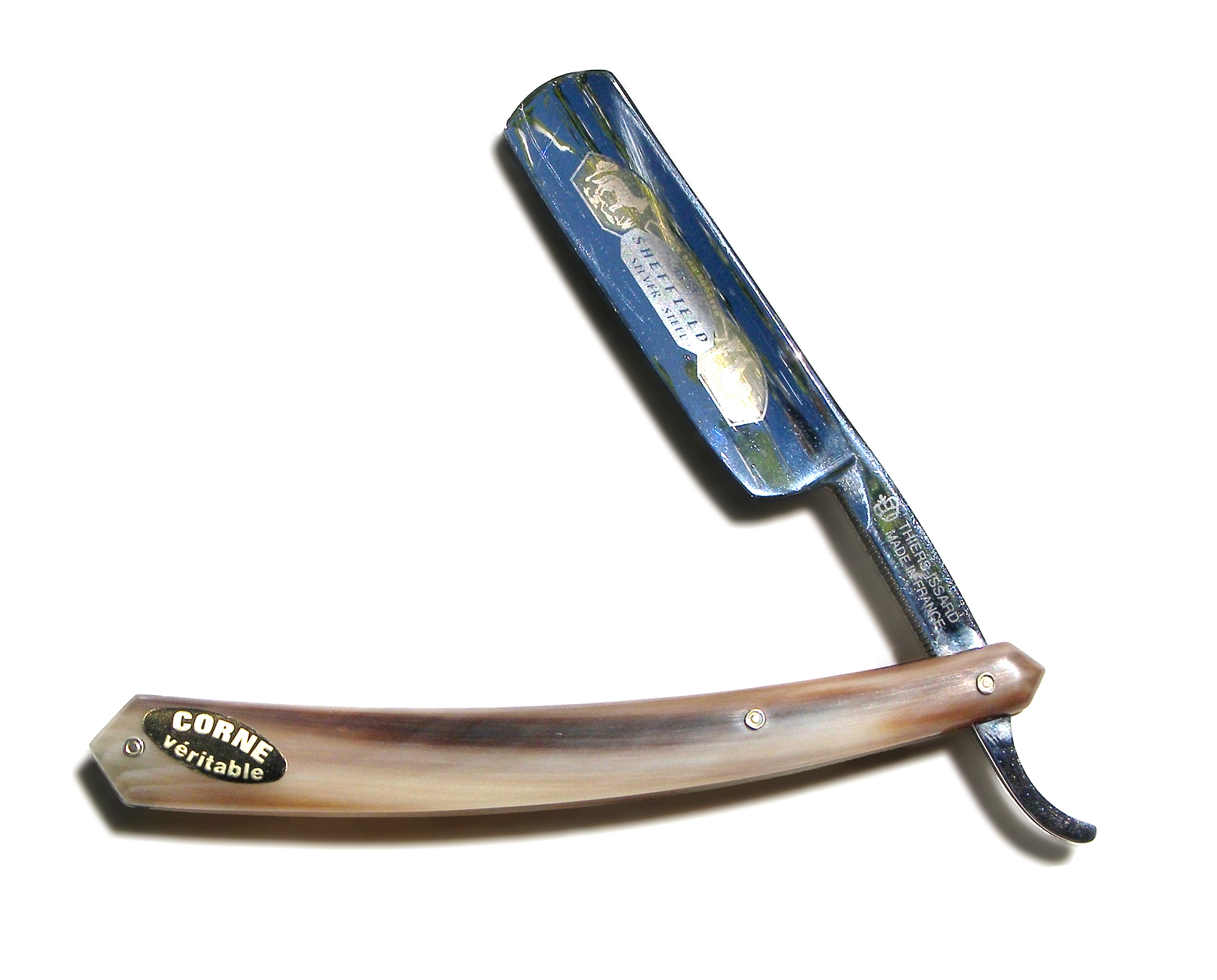
Navalha de barbear, arma branca cortante.
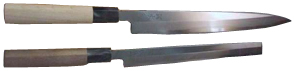
Faca, arma branca perfurocortante.
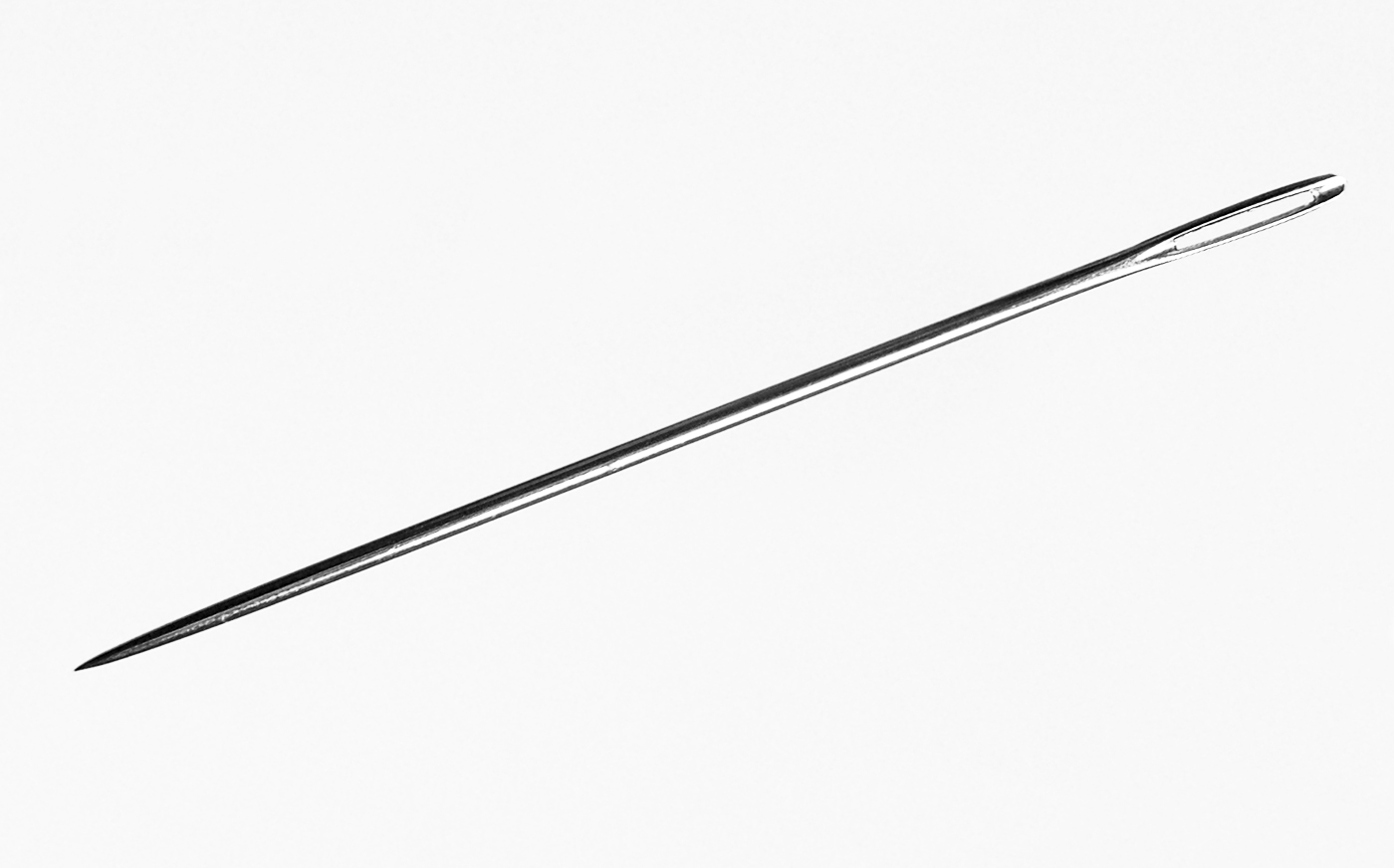
Agulha, arma branca perfurante.
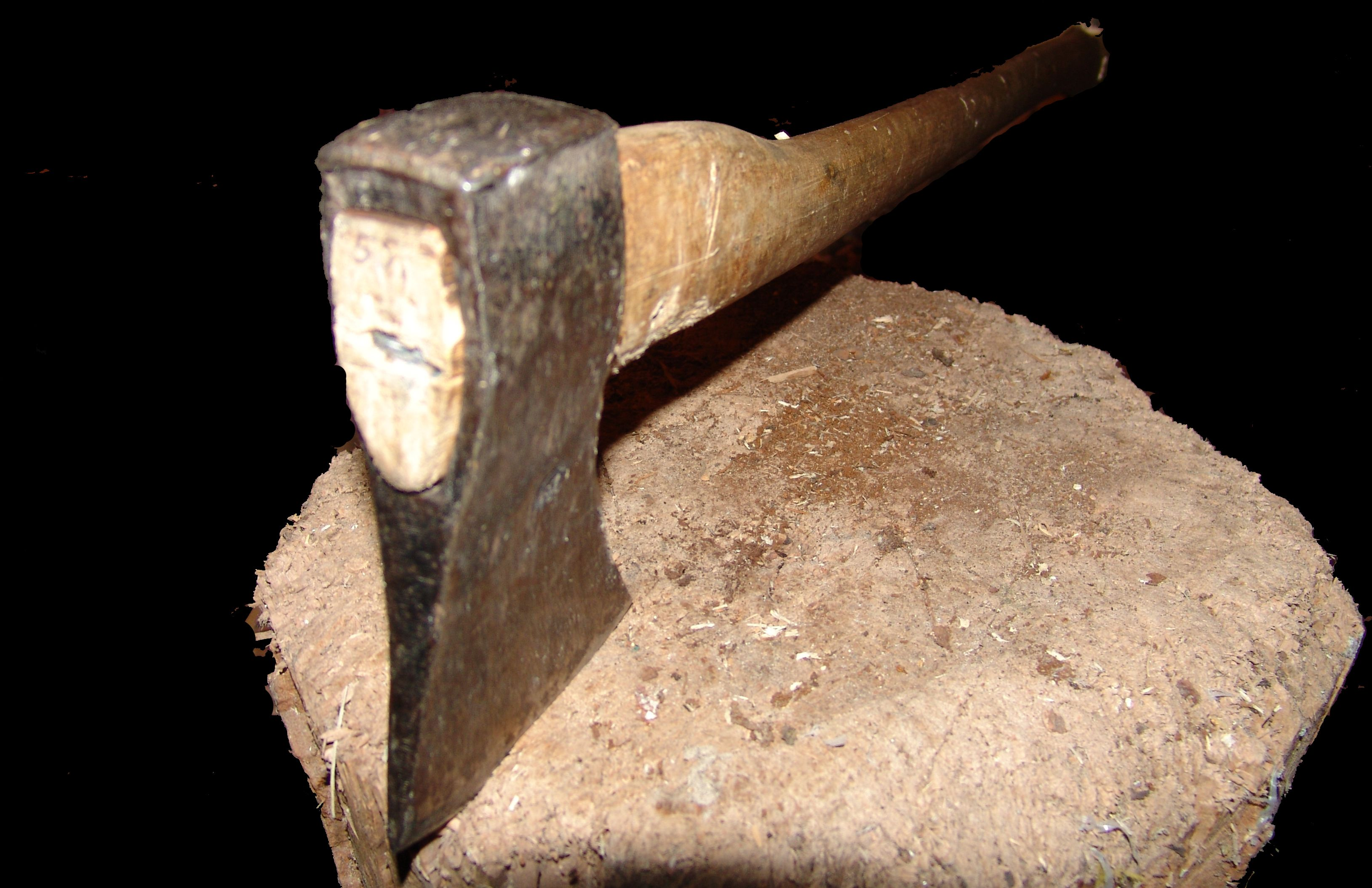
Machado, arma branca cortocontundente.
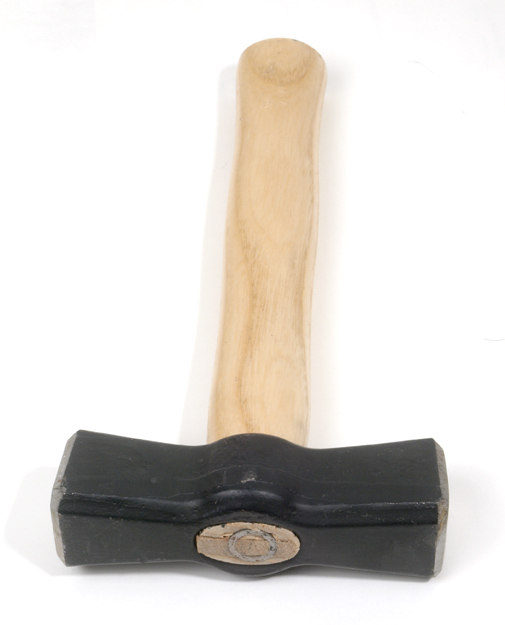
Martelo, arma branca contundente.
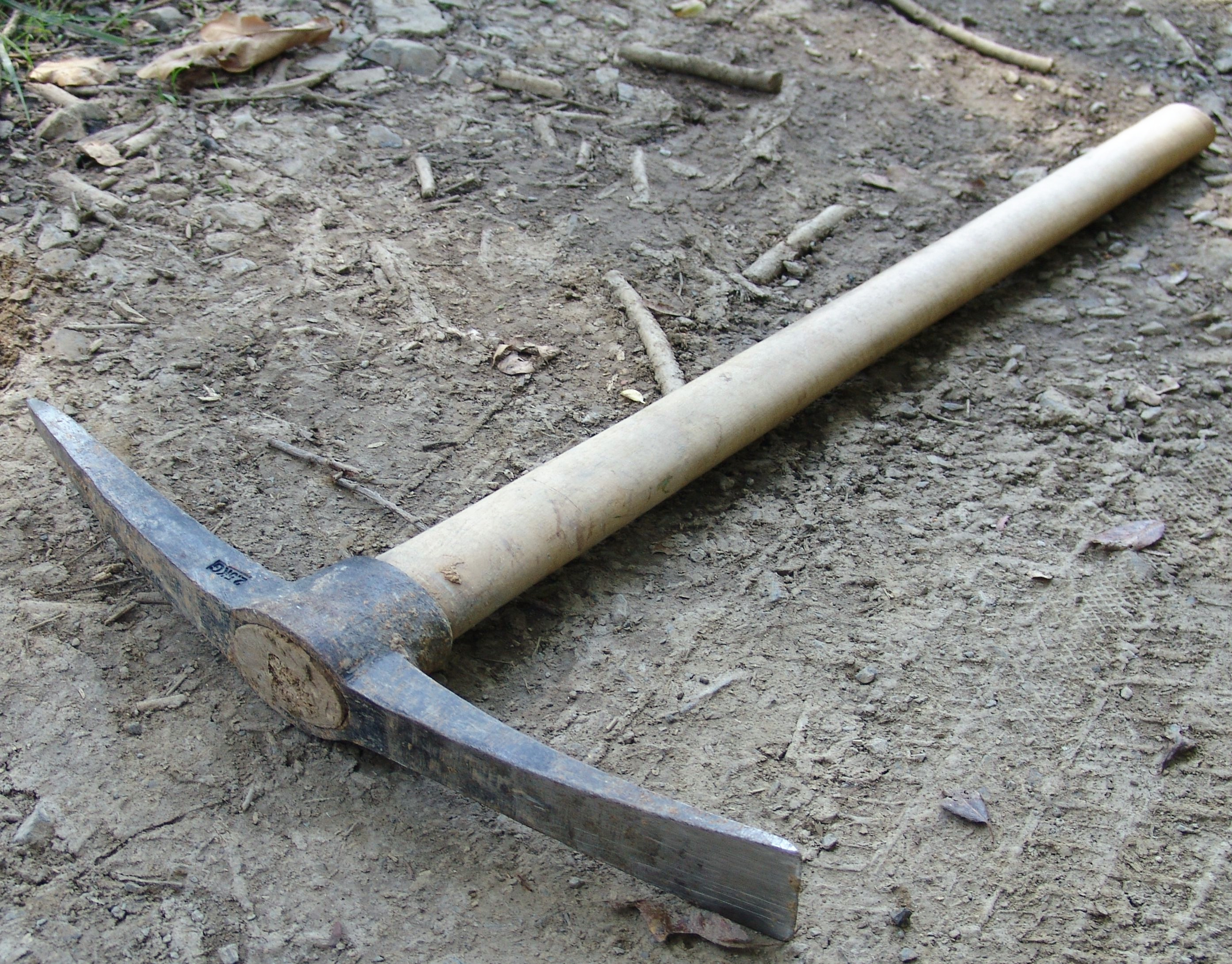
Picareta, arma branca perfurocontundente.
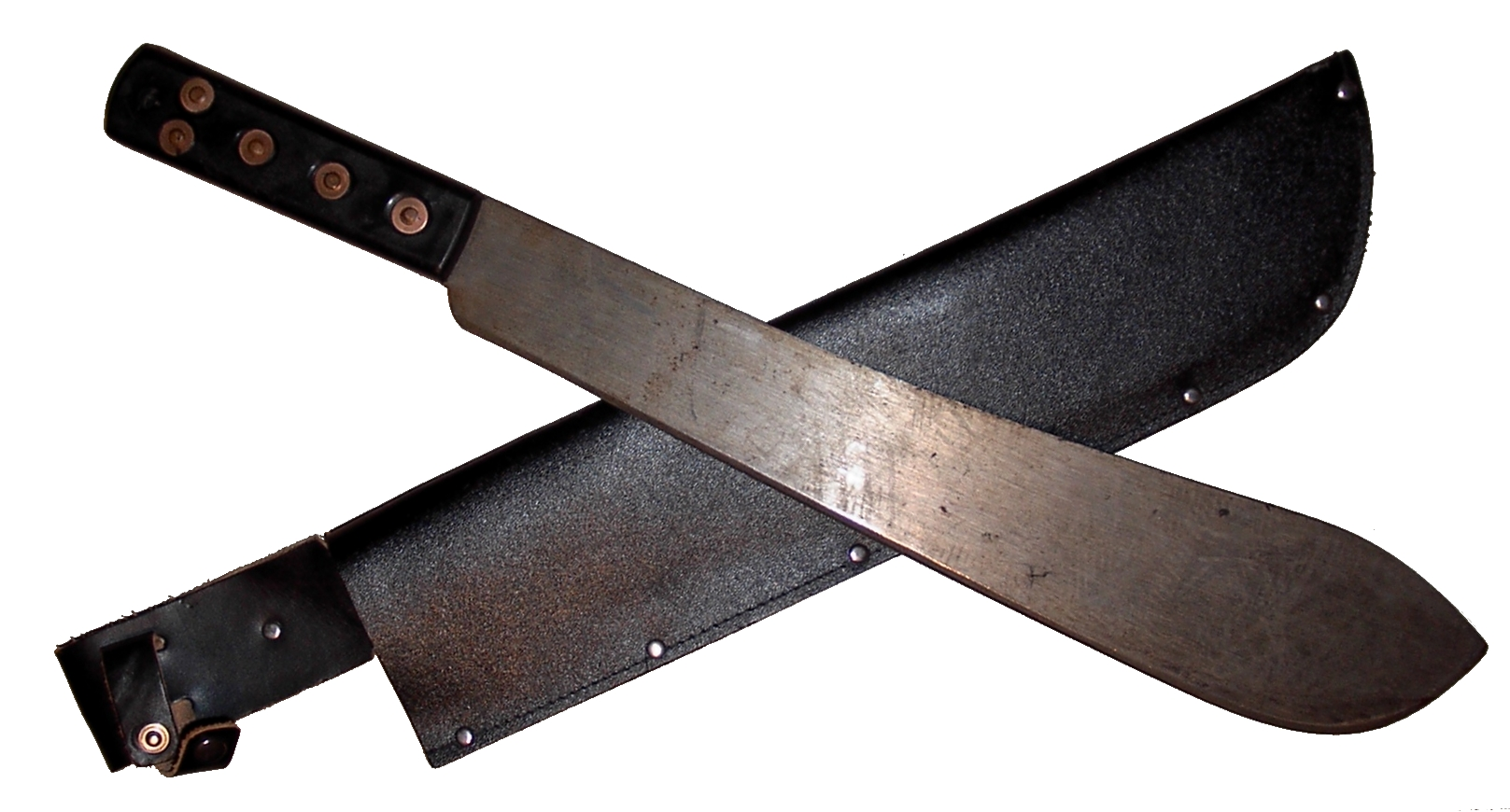
Facão, arma branca perfurocortocontundente.

## No Brasil
No Brasil, há restrição sobre a posse e o uso de armas brancas, especificamente as espadas e espadins das Forças Armadas e auxiliares, consideradas privativas destas, segundo o regulamento de produtos controlados do Exército (R-105). 
Andar com arma branca fora de casa é contravenção. A Lei das Contravenções Penais, o Decreto Lei 3.688/41, em seu artigo 19, dispõe sobre o delito de portar arma fora de casa, sem a devida licença ou autorização. A pena prevista é de prisão simples, de 15 dias a 6 meses e multa.

## Em Portugal
Se a lâmina tem 10 ou mais centímetros, inclusive navalhas, pode segundo a lei portuguesa (Lei n.º 5/2006 de 23 de Fevereiro), ser classificada como arma branca. O porte e uso de uma faca ou navalha de qualquer tamanho na via pública é muito restrito e pode ser crime se tiver intenção ou propósito de defesa, ataque ou agressão.
São armas, munições e acessórios da classe A:
- As armas brancas ou de fogo dissimuladas sob a forma de outro objeto;
- As facas de abertura automática ou ponta e mola, estiletes, facas de borboleta (balisong), facas de arremesso, estrelas de lançar ou equiparadas (shuriken), cardsharps[4] e boxers (em português: soqueiras), e todos os objetos destinados a lançar lâminas, flechas ou virotões;
- As armas brancas sem afetação ao exercício de quaisquer práticas venatórias (caça),[5] comerciais, agrícolas, industriais, florestais, domésticas ou desportivas, ou que pelo seu valor histórico ou artístico não sejam objeto de coleção.

São proibidos a venda, a aquisição, a cedência, a detenção, o uso e o porte de armas, acessórios e munições da classe A em Portugal (estão excluídas do âmbito de aplicação desta lei as atividades relativas a armas e munições destinadas às Forças Armadas, às forças e serviços de segurança (PSP, GNR, PJ, etc.), bem como a outros serviços públicos cuja lei expressamente as exclua, bem como aquelas que se destinem exclusivamente a fins militares).

### Canivete ou navalha de borboleta (butterfly ou balisong)
Faca dobrável com alças. Em Portugal é considerado uma arma branca, portanto de venda e porte proibido.

### Navalha de ponta e mola (também chamada defaca automáticanoBrasil)
Em Portugal é considerado uma arma branca, portanto de venda e porte proibido. Caracteriza-se por um sistema automático de abertura, lateral ou frontal. Estando fechada, quando acionado, o sistema dispara uma lâmina parcial ou totalmente oculta no cabo da navalha.